# Келли, Дуглас
Дуглас МакГлашан Келли (англ. Douglas McGlashan Kelley, 11 августа 1912, Траки, Калифорния — 1 января 1958, Беркли, Калифорния) — офицер Корпуса военной разведки армии США; служил главным психиатром в Нюрнбергской тюрьме во время Нюрнбергского военного процесса. Занимался проверкой вменяемости обвиняемых до того, как они предстанут перед судом.

## Биография
Родился в г. Траки, Калифорния. Окончил Калифорнийский университет в Беркли и получил медицинскую степень в Медицинской школе в Сан-Франциско. Продолжил обучение в Колледже врачей и хирургов Колумбийского университета, получив степень доктора медицинских наук в 1941 году.
В 1942 году был призван на службу в Медицинский корпус армии США в качестве главного психиатра 30-й больницы общего профиля в Европейском театре военных действий. Вместе с психологом Густавом Гилбертом он провел тест Роршаха 22-х обвиняемых членов нацистского руководства перед первым Нюрнбергским процессом. С помощью тестов Роршаха Келли надеялся сделать заключение о состоянии психики главных военных преступников. Келли является автором двух книг на эту тему: "wenty-two Cells in Nuremberg " и "The Case of Rudolph Hess". После осмотра Гесса Келли пришел к выводу, что тот страдал «истинным психоневрозом, преимущественно истерического типа, на фоне базовой параноидальной и шизоидной личности, с амнезией, частично истинной, частично притворной». Его диагноз подтвердили как минимум шесть других психиатров из России, Франции, Англии и США.
После увольнения в запас в 1946 году Келли был назначен адъюнкт-профессором психиатрии в Медицинской школе Боумена Грея в Северной Каролине. В 1949 году он был назначен профессором криминологии Калифорнийского университета в Беркли. В 1950 и 1951 годах был президентом тогдашнего Общества развития криминологии в Беркли (позже Американского общества криминологии).
Келли покончил жизнь самоубийством на глазах у своей жены, отца и старшего сына в первый день Нового 1958 года, когда семья собралась чтобы посмотреть по телевидению игру Rose Bowl. Он умер, проглотив цианид калия, как и нацистский лидер Герман Геринг, с которым Келли познакомился во время психиатрической экспертизы в Нюрнберге. По данным Psychology Today, Келли к тому времени был алкоголиком, впал в депрессию и имел «историю мрачных настроений»; он также выражал восхищение «контролем Геринга над своей смертью». Келли принял яд и умер в ванной, не оставив предсмертной записки.

## В культуре
В документальной драме BBC « Nuremberg: Nazis on Trial» 2006 года, в которой изображены события в Нюрнберге, роль Келли сыграл Стюарт Банс. Работа Келли была также описана в научно-популярной книге Джека Эль-Хая «The Nazi And The Psychiatrist».